# ماتيلدا كوكس ستيفنسون
ماتيلدا كوكس ستيفنسون (بالإنجليزية: Matilda Coxe Stevenson)‏ هي عالمة الإنسان وكاتِبة أمريكية، ولدت في 12 مايو 1849 في سان أوغسطين في الولايات المتحدة، وتوفيت في 24 يونيو 1915 في Oxon Hill, Maryland ‏ في الولايات المتحدة.

## وصلات خارجية
- ماتيلدا كوكس ستيفنسون على موقع الموسوعة البريطانية (الإنجليزية)